# Внешняя политика Зимбабве
Внешняя политика Зимбабве — двусторонние отношения независимой Зимбабве с другими государствами. Важнейшими торгово-экономическими партнёрами Зимбабве традиционно является ЮАР и Евросоюз. Кроме того, Зимбабве, как одна из беднейших стран, с 1980-х годов стала постоянным получателем зарубежной помощи, значительная доля которой идёт из ЕС и США. На внешнюю политику Зимбабве большое влияние оказала неприязнь западных стран к политике возглавлявшего страну с момента независимости Р. Мугабе. В 2000-е годы против его режима США и ЕС ввели санкции, на которые власти Зимбабве отреагировали частичным поворотом политики в сторону Китая и некоторых других стран.

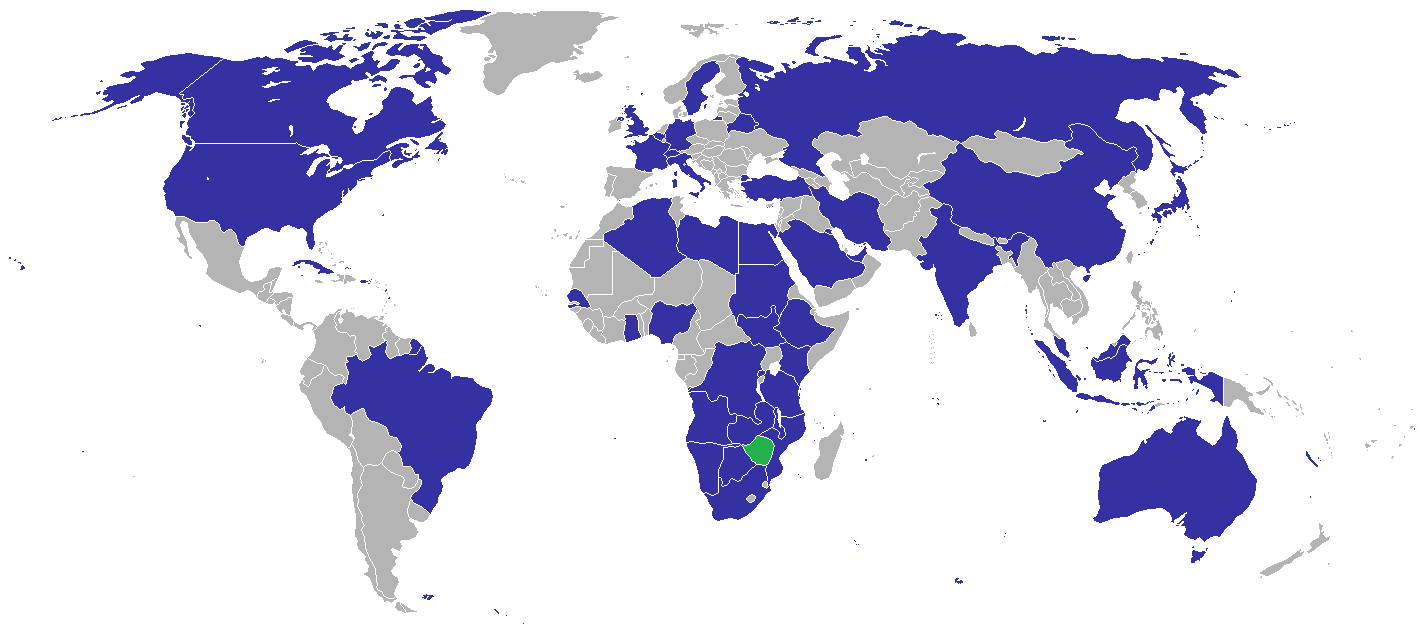
Дипломатические миссии Зимбабве

## Проблематика отношений
Получение в 1980 году Зимбабве независимости поставило перед её руководством целый ряд задач, в том числе задачу восстановления страны после завершившейся гражданской войны и задачу перераспределения земли, значительная часть которой находилась в руках белого меньшинства. Кроме того, проблемой стали отношения с ЮАР: совсем их прекратить было нельзя, так как ЮАР была одновременно основным торговым партнёром Зимбабве и страной-транзитёром зимбабвийских товаров, но и установить двусторонние отношения было невозможно из-за позиции международного сообщества и соседних африканских государств, которым не нравился существовавший в ЮАР режим апартеида.
В этих условиях Зимбабве избрала политику лавирования. Страна в 1980-е годы вступила в такие международные организации как ООН, Африканский союз и Движение неприсоединения. Но социализм Р. Мугабе строить не стал, что позволило его стране получать зарубежную помощь, прежде всего от США. При этом Р. Мугабе начал сближение с Китаем, дважды посетив Поднебесную в 1980-е. Из-за ряда резких высказываний зимбабвийского руководства в 1986 году США даже приостановили оказание стране экономической помощи, но уже в 1988 году продолжили помогать. Зимбабве осудила на словах режим апартеида в ЮАР, но значительная часть зимбабвийской промышленности осталась в южноафриканской собственности, а двусторонние отношения поддерживались в 1980—1994 годах через южноафриканское торговое представительство в Хараре. В 1994 году после прекращения апартеида между ЮАР и Зимбабве были установлены официальные отношения.

## Отношения с Британским Содружеством

### Вступление в Содружество
После получения независимости Зимбабве уже в 1980 году стала членом британского содружества наций. 20 октября 1991 года в столице Зимбабве на Совещании глав правительств стран-членов Содружества была принята Декларация Хараре, в которой в туманных выражениях было, в частности, описано стремление этих государств к уважению прав человека и к созданию «справедливого и честного правительства».

### Выход из Содружества
В 2001 году в Зимбабве начались конфискации земель белого меньшинства. В этих условиях ряд «белых» стран Содружества (Великобритания, Австралия и Канада) выступили с инициативой о приостановлении членства Зимбабве в Содружестве со ссылкой на нарушение режимом Р. Мугабе принципов «Декларации Хараре». 19 марта 2002 года членство Зимбабве в Содружестве было приостановлено на 12 месяцев. Через год вопрос о восстановлении членства Зимбабве был отложен до декабря 2003 года, когда должна была пройти встреча в Абудже. Председатель Содружества О. Обасанджо посетил Зимбабве, но, не сумев примирить власти страны и оппозицию, не стал приглашать Р. Мугабе на встречу в Абуджу. В ответ Р. Мугабе 7 декабря 2003 года объявил о выходе Зимбабве из Содружества.
Перед выборами 2008 года лидер зимбабвийской оппозиции М. Цвангираи обещал, что в случае его победы Зимбабве вернётся в Содружество.

## Отношения с Евросоюзом

### Роль Великобритании
Отношения с Евросоюзом имели и имеют особое значение для Хараре, так как среди стран-членов ЕС присутствовала бывшая метрополия Зимбабве — Великобритания. Отношения Зимбабве — ЕС регулируются Ломейскими соглашениями, к которым Хараре присоединилась уже в 1980 году. Страны-члены ЕС (особенно Франция, ФРГ, Швеция и Дания) оказывали Зимбабве помощь. Но особую роль играла Великобритания, которая помогла Зимбабве создать национальную армию и в отдельные годы даже была вторым внешнеторговым партнёром этой страны после ЮАР.

### Разногласия
Существенные разногласия между Зимбабве и ЕС начались в апреле 2000 года, когда Европейский парламент принял резолюцию, в которой выразил беспокойство в связи с захватом ферм белого меньшинства и вмешательством режима Р. Мугабе во Вторую конголезскую войну, а также призвал Хараре провести всеобщие выборы и вывести свой контингент из Демократической Республики Конго. В феврале 2002 года в Зимбабве по туристическим визам прибыли 30 наблюдателей от ЕС, которые собирались вести мониторинг предстоящих в марте того же года президентских выборов. Но большинство из них были депортированы под предлогом, что их визы не давали им права работать наблюдателями. В феврале 2002 года Совет ЕС ввёл санкции в отношении 79 зимбабвийцев, в числе которых были Р. Мугабе и его родственники, сроком на 12 месяцев с возможностью их продления.
Власти Зимбабве очень болезненно отнеслись к наложенным на страну санкциям ЕС. Режим Р. Мугабе оценили ущерб от них в 42 млрд долларов (такая цифра фигурирует в иске, предъявленном властями Зимбабве в Суд Европейского союза в 2012 году), но, возможно, эта цифра завышена.

### Экономические связи
В дальнейшем санкции неоднократно продлевались, но с 2011 года Совет ЕС начал их постепенно снимать или приостанавливать и в феврале 2014 года в санкционном списке остались только сам Р. Мугабе, его жена Грейс и Зимбабвийская оборонная компания. Кроме того, режим санкций сочетался с продолжением очень значительной помощи со стороны Евросоюза. В санкционный период ЕС продолжил финансировать Зимбабве (средства направлялись на здравоохранение, обеспечение продовольственной безопасности и т. п.), но, в основном, не напрямую, а через ООН, ЮНИСЕФ и другие организации. Только за 2002—2012 годы ЕС выделил около 181 млн евро. Кроме того, для фигурантов санкционного списка (в том числе для Р. Мугабе) ЕС делал исключения. Под давлением Африканского союза Р. Мугабе было позволено присутствовать на двух саммитах ЕС-Африка, проходивших в Лиссабоне (2007 год) и в Брюсселе (2014 год, на него президент Зимбабве не прибыл, так как визу не дали его супруге). Евросоюз также остаётся одним из крупнейших покупателей зимбабвийских товаров. В 2013 году Зимбабве экспортировала в ЕС товаров на 387 млн евро, а её импорт из ЕС составил в этом году 240 млн евро. Основные статьи экспорта Зимбабве в ЕС (2013 год) — продукты питания и табак, металлы и изделия из них, шерсть и шкуры. Импорт Зимбабве из ЕС представлен (на 2013 год), в основном, машинным и транспортным оборудованием.

## Отношения с соседними странами
Зимбабве и соседние страны взаимодействуют в рамках преимущественно двух региональных объединений — САДК и Африканского союза.
Зимбабве вместе с некоторыми другими странами-соседями вмешалась в 1990-е годы во Вторую конголезскую войну, а также была посредником в процессе урегулирования конфликта в Анголе.
Очень напряжёнными к концу 2000-х годов стали отношения Зимбабве с её двумя соседями — Ботсваной и Замбией.
Лидер богатой, но малонаселенной Ботсваны Ян Кхама в 2008 году отказался участвовать во встрече лидеров стран-членов САДК из-за присутствия на ней Р. Мугабе, заявив, что не признаёт результаты второго тура президентских выборов, который принёс победу Р. Мугабе. В ответ представитель Зимбабве обвинил Ботсвану в подготовке вторжения в Зимбабве. Кроме того, экономический кризис 2008—2009 годов привёл к тому, что в Ботсвану хлынул поток беженцев из Зимбабве. В 2012—2013 годах власти Ботсваны депортировали несколько десятков тысяч зимбабвийских нелегалов и приступили к строительству стены на границе с Зимбабве. Ботсвана не признала также выборы 2013 года в Зимбабве.
С Замбией отношения складываются лучше. Президент Замбии Л. Мванаваса жёстко осудил победу Р. Мугабе во втором туре президентских выборов 2008 года, а также пригласил в Замбию белых фермеров из Зимбабве и лидера зимбабвийской оппозиции М. Цвангираи. Однако бывшие президенты Замбии К. Каунда и Ф. Чилуба высказались более осторожно и не захотели осуждать Р. Мугабе за его земельную реформу.
Самым важным африканским партнёром Зимбабве остаётся ЮАР, на которую приходится значительная часть внешней торговли Зимбабве. Власти ЮАР неоднократно выступали посредниками между зимбабвийскими властями и оппозицией. Например, после президентских выборов 2008 года переговоры, закончившиеся формированием коалиционного правительства в Зимбабве, вёл экс-президент ЮАР Т. Мбеки, уполномоченный на это САДК.

## Отношения с Россией
Российско-зимбабвийские отношения складываются успешно, особенно после того, как Россия оказалась, как и Зимбабве, под санкциями со стороны США и ЕС. Российские компании работают в горнодобывающей отрасли Зимбабве, но товарооборот между Россией и Зимбабве по состоянию на 2013 год остаётся небольшим (24,5 млн долл. США).
В 2014 году объём российско-зимбабвийских торговых связей составил 42,1 млн долл. США, в том числе российский экспорт — 9,1 млн долл. США, импорт — 33 млн долл. США. Основная статья российского импорта — табак.

## Отношения с США
США традиционно являются одним из доноров Зимбабве, но с 2001 года ввели санкции против этой страны. Доля США во внешней торговле Зимбабве невелика.

## Смотри на Восток: Зимбабве и страны Азии
В 2003 году руководство Зимбабве провозгласило лозунг «Смотри на Восток». Причём это был именно лозунг, так как не публиковалось ни одного документа, где были бы расписаны принципы этой политики. Однако в 2000-е — 2010-е годы попытка переориентации на страны Азии осуществлялась Зимбабве на практике, выразившись прежде всего в интенсификации отношений с Китаем. КНР неоднократно (в 2005 и 2013 годах) признала прошедшие в Зимбабве выборы, а в 2008 году наложила (совместно с РФ) в Совете безопасности ООН вето на проект резолюции о введении санкций против режима Мугабе. С 2003 по 2013 годы товарооборот между КНР и Зимбабве вырос со 197 млн долларов до 1102 млн долларов. Китай стал крупным кредитором Зимбабве — в начале 2010-х годов долг этой страны перед КНР составил около 666 млн долларов. Только за 2013 год Китай вложил в экономику Зимбабве 375 млн долларов. Население Зимбабве относится к проникновению китайского капитала неоднозначно. Особые тревоги вызывала дешевизна китайских товаров, разоряющая местный бизнес, а также загрязнение китайскими предприятиями окружающей среды. Также Китай в 2000-е годы продавал Зимбабве оружие и боевую технику.
Взаимодействие с другими азиатскими странами у Зимбабве невелико по сравнению с Китаем, хотя в рамках лозунга «Смотри на Восток» был сделан ряд попыток расширить взаимодействие с ними. В 2003 году посольство Зимбабве открылось в Иране, который на тот момент страдал от западных санкций. В 2010 году президент Ирана М. Ахмадинежад посетил Хараре, после чего начались двусторонние переговоры об освоении Ираном урановых месторождений в Зимбабве в рамках его ядерной программы. Однако неизвестно, чтобы в этом направлении дело продвинулось дальше слов. Объём зимбабвийско-иранской торговли невелик — в 2011 году он составил чуть более 3 млн долларов.
Взаимодействие с Индией оказалось более плодотворным, так как в значительной мере опиралось на индийскую диаспору в Зимбабве. Товарооборот между Индией и Зимбабве за период с апреля 2011 года по март 2012 года составил около 179 млн долларов.
Очень тесные отношения сложились с Индонезией: двусторонний товарооборот в 2013 году составил 33,5 млн долларов.